# Senador (padre)
Senador (em latim: Senator) foi um sacerdote romano do século V, ativo na Gália. De origem nobre e casado com Nectariola, exerceu a função de padre em Alésia e era íntimo de Germano de Auxerre, que visitou-o duas vezes, a segunda em 448.